# Petar Kastiljski, gospodar Ledesme
Petar Kastiljski (Sevilla, lipanj 1260. — 10. listopada 1283.) bio je kastiljski infant te lord (señor) Ledesme, Albe de Tormes i Granadille.
Petar je bio jedan od sinova kralja Alfonsa X. Mudrog i njegove supruge, kraljice Violante (Jolanda). Brat Ferdinanda de la Cerde i kralja Sanča IV., Petar je bio stric Alfonsa de la Cerde, a oženio se gospom Margaretom – par je imao sina Sanča Kastiljskog. Petar je imao i izvanbračnog sina. 